# Buttler Elemér
Báró Buttler Elemér Ervin Frigyes (Kelecsénypuszta, Nógrád vármegye, 1889. május 8.–Budapest, 1970. január 16.), főhadnagy, országgyűlési képviselő, jómódú földbirtokos.

## Élete

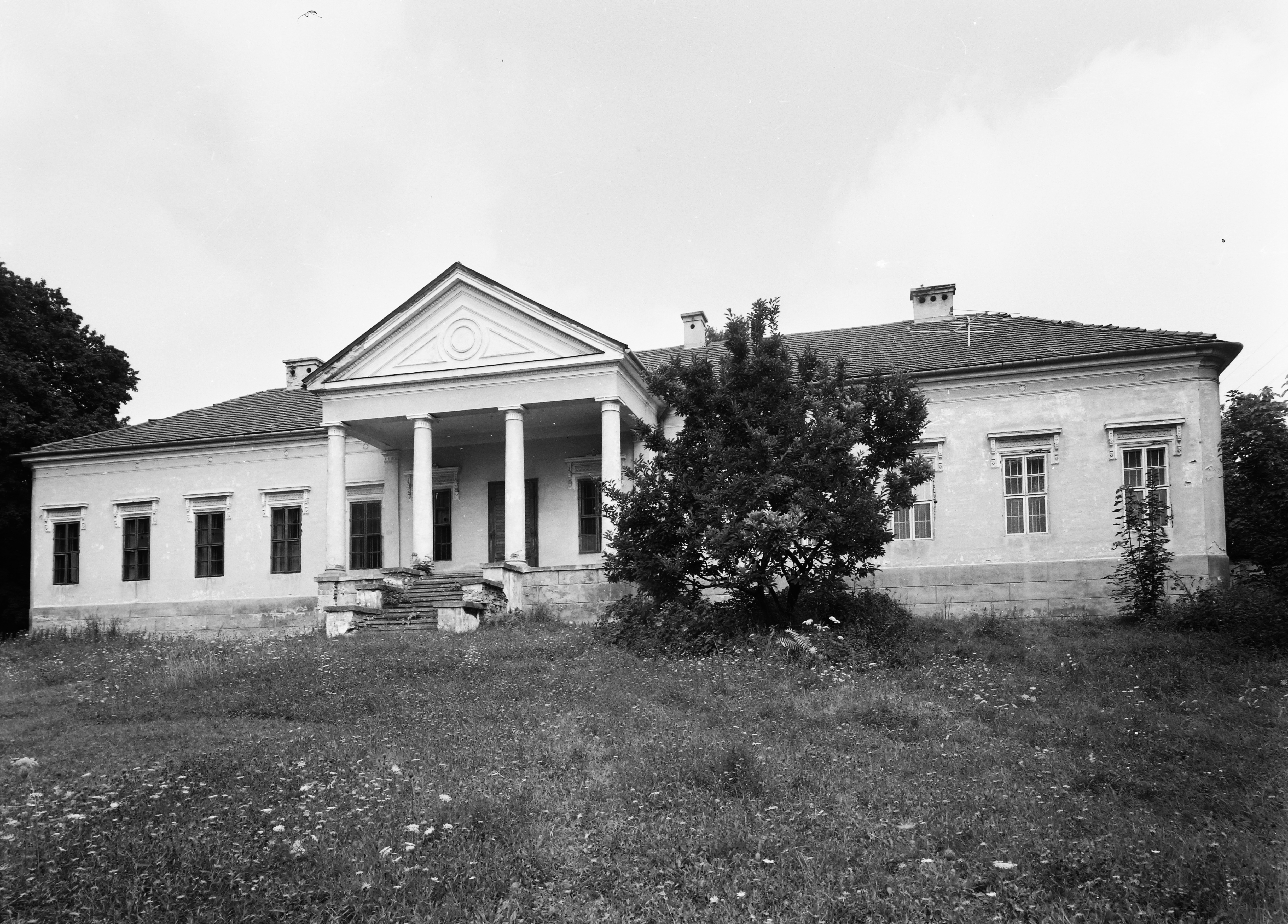
A magyarnándori báró Buttler család kastélya

Az evangélikus főnemesi báró Buttler családnak sarja. Apja báró Buttler Ervin (1857–1927), földbirtokos, anyja sztregovai és kiskelecsényi Madách Sarolta (1862–1953). Az apai nagyszülei báró Buttler Henrik (1827–1910), földbirtokos és szentmiklósi és óvári Pongrácz Paulina (1834–1907) voltak. Az anyai nagyszülei sztregovai és kiskelecsényi Madách Károly (1826–1888), Nógrád vármegye alispánja, földbirtokos és kőkeszi Csernyus Emma (1836–1927) voltak. Madách Károlynak a bátyja sztregovai és kiskelecsényi Madách Imre (1823–1864), magyar költő, író, ügyvéd, politikus, a Kisfaludy Társaság rendes és a Magyar Tudományos Akadémia levelező tagja. A magyar irodalom és drámaköltészet kiemelkedő alakja volt. Az apjának báró Buttler Ervinnek az elsőfokú unokatestvére báró Buttler Sándor (1865–1942), huszárőrnagy, a nyírpazonyi Hangya Szövetkezet elnöke, a Szabolcs vármegyei cserkészet örökös díszelnöke, földbirtokos. Buttler Elemér öccse ifjabb báró Buttler Ervin (1890–1975), jogász, szkv százados, földbirtokos; leánytestvérei báró Buttler Lenke (1887–1970), akinek a férje Hanzély Ferenc (1881–1969), szkv. főhadnagy, valamint báró Buttler Izabella (1884–1942), akinek a férje Glatz Gyula (1880–1940), Esztergom polgármestere, tartalékos főhadnagy, a Polonia Restituta lengyel lovagkereszt tulajdonosa volt.
Középiskolái elvégzése után a budapesti tudományegyetemen végzett jogi tanulmányokat, ugyanitt szerezte meg az államtudományi doktorátust is. Tanulmányai befejezése után a családi birtokán gazdálkodott és sokat foglalkozott a falusi nép problémáival. A világháború kitörésekor, mint kadettőrmester azonnal bevonult és a volt 1. huszárezred kötelékében teljesített harctéri szolgálatot. 1914 novemberében súlyos sebesüléssel orosz fogságba került. A pietrikovi kórházban feküdt és amikor a magyar csapatok 1914 decemberében Pietrikovot elfoglalták, a menekülő oroszok súlyos állapotát látva a kórházban hagyták. Így került ismét vissza csapataihoz, súlyos sérülése miatt azonban, mint 75 százalékos rokkant hadnagy leszerelt. Vitéz magatartásáért több kitüntetésben részesült. Nógrád vármegye társadalmi, kulturális és politikai életében élénk részt vett. Tagja volt a vármegye törvényhatósági bizottságának és kisgyűlésének is. A balassagyarmati választókerületből többször kapott felkérést az országgyűlési képviselő-jelöltség elvállalására; végül elszánta magát és 1939-ben nagy szótöbbséggel választották meg képviselőnek, a Magyar Élet Pártja színeiben.

## Házasságai és gyermekei
1924-ben feleségül vette a báró Podmaniczky Attilától elvált római katolikus nemesi származású lovasi Lovassy Klára (Nagyszalonta, 1898. április 26.–Budapest, 1946. május 21.) asszonyt, akinek a szülei lovasi Lovassy Ferenc (1862–1915), földbirtokos és báró kisfaludi és lubellei Lipthay Ilona (1863–1918) voltak. Az apai nagyszülei idősebb lovasi Lovassy Ferenc (1814–1887), országgyűlési képviselő, földbirtokos, és Baranovics Rozália (1829–1911) voltak. Az anyai nagyszülei kisfaludi és lubellei báró Lipthay Antal (1814–1887), Főrendiház tagja, földbirtokos, és almási Almay Gizella (1841–1883) voltak.
 Buttler Elemér báró és Lovassy Klára frigyéből született:
- báró Buttler Magdolna (Kelecsénypuszta, 1925. szeptember 2.–† ?). Férje: szemerei Szemere Csaba (Miskolc, 1911. december 29.–†Budapest, 2017. június 30.), m. kir. százados.
- báró Buttler Klára (Kelecsénypuszta, 1926. december 15.–†Ottignies, Belgium, 2017. február 5.). Férje: szalacsi és nagytanyi Szalachy Béla (Sződ, 1915. szeptember 5.–†Lisogne, Belgium, 2005. október 19.), okl. mezőgazdász.

Első felesége halála után elvette Budapesten, 1948. április 5-én gróf csíkszentkirályi és krasznahorkai Andrássy Margit (Velejte, 1902. augusztus 30.–†Budapest, 1984. szeptember 13.) asszonyt, aki gróf Vay László (1897–1945) özvegye volt. Buttler Elemér báróné gróf Andrássy Margitnak a szüleigróf csíkszentkirályi és krasznahorkai Andrássy Sándor (1863–1946), császári és királyi kamarás, belső titkos tanácsos, országgyűlési képviselő, főrendiház örökös tagja, nagybirtokos, Zemplén vármegye virilistája, és gróf galánthai Esterházy Mária (1870–1962) voltak.